# Liga 1 (Indonesia)
La Liga 1, nota anche come BRI Liga 1 per motivi di sponsorizzazione, è il primo livello del campionato di calcio dell'Indonesia. Vi partecipano 18 squadre.

## Formula
Il campionato è strutturato con un girone all'italiana con partite di andata e ritorno, per un totale di 34 giornate. Al termine di esse, le ultime tre squadre vengono retrocesse in Liga 2, dalla quale vengono promosse altrettante squadre.
A partire dalla stagione 2023-2024, le prime quattro classificate al termine della stagione regolare giocano un girone aggiuntivo per decretare il campione nazionale.

## Storia
Nel 1994 la PSSI ha unito la competizione amatoriale del Perserikatan e quella semiprofessionistica Liga Sepakbola Galatama per formare la Liga Indonesia e un sistema piramidale all'interno della struttura calcistica Indonesiana. Il formato utilizzato inizialmente era quello dei gironi regionali, in uso nel Perserikatan, terminanti in un sistema di eliminazioni dirette, come previsto nel Galatama.
Nei primi anni di vita della Liga Indonesia, la struttura variava di anno in anno: alcune stagioni prevedevano la divisione in due gironi, altre ne contavano tre, con il numero di squadre partecipanti che oscillava da 18 a 28.
La stagione 2008-2009 ha visto un rebranding della competizione nell'Indonesia Super League, con 18 squadre partecipanti.

### 2011-2013: Il Dualismo
A causa delle numerose interferenze politiche nel campionato, anche gli anni dell'ISL sono stati particolarmente travagliati. Il maggior conflitto politico ebbe luogo nel 2011, quando in seguito ad un cambio ai vertici della federazione indonesiana, questa non riconobbe la validità della Indonesia Super League, annunciando la nascita di una competizione parallela ma riconosciuta dalla federazione, la Liga Primer Indonesia, alla quale si unirono diverse squadre in contrasto con le scelte della ISL degli ultimi anni. Tuttavia la prima edizione della Liga Primer, nel 2011, fu interrotta a metà stagione a causa di un nuovo scisma interno alla federazione, che diede vita ad un altro campionato parallelo, la Liga Prima Indonesia, che nelle stagioni successive rimpiazzerà la Liga Primer.
I successivi due anni videro quindi la presenza di due campionati paralleli: la Liga Prima, che con il patrocinio della PSSI era supportata dalla FIFA e dalla AFC ma che vide diverse defezioni a causa di alcune scelte di cambio del formato poco popolari, e la Indonesia Super League, che non era riconosciuta ufficialmente ma che vedeva la partecipazione di numerosi club principali indonesiani.
Nel 2013 la federazione cedette, e in seguito ad un altro cambio nei vertici annunciò la chiusura della Liga Prima Indonesia  riconoscendo nuovamente la ISL come campionato di vertice nazionale. La prima stagione, nuovamente unificata, vedeva al via 22 squadre.

### 2015-2016: Intervento del governo e della FIFA
Nel corso del 2015 si sono verificate altre tensioni tra la PSSI e la politica, nella persona del ministro dello sport Imam Nahrawi, in seguito al rifiuto della federazione di alcune misure richieste dal governo. Le tensioni crebbero, con tre lettere di rimprovero da parte di Nahrawi che vennero ignorate dalla federazione fino alla decisione da parte del ministero, il 18 aprile 2015, di sospendere tutti i legami con la PSSI, che il 2 maggio sospese tutte competizioni della stagione 2015 per cause di forza maggiore.
L'intervento del governo portò anche la FIFA a prendere provvedimenti: il coinvolgimento dello stato nella gestione del campionato fu giudicato una violazione dei codici FIFA e risultò in una sospensione per un anno di tutte le attività sportive, sia a livello di club che di nazionale. Durante questo periodo l'unico torneo di carattere nazionale, seppur non riconosciuto fu la Indonesia President's Cup, vinta dal Persib.
Il 10 maggio 2016 il governo decide di fare un passo indietro, revocando la precedente decisione ministeriale, e tre giorni dopo la FIFA decise di terminare la sospensione. La federazione decise di organizzare un campionato di transizione per quell'anno, l'Indonesia Soccer Championship, vinto dal Persipura.

### 2017: Riorganizzazione
A partire dalla stagione 2017, il campionato fu riorganizzato con un nuovo nome, la Liga 1. Contestualmente furono anche riorganizzate le serie inferiori, con la creazione di Liga 2 e Liga 3. Il primo campione nazionale sotto questo nuovo formato fu il Bhayangkara.

## Squadre 2023-2024
| Club               | Città       |
| ------------------ | ----------- |
| Arema              | Malang      |
| Bali Utd           | Gianyar     |
| Barito Putera      | Banjarmasin |
| Bhayangkara        | Bekasi      |
| Borneo             | Samarinda   |
| Dewa Utd           | Tangerang   |
| Madura Utd         | Pamekasan   |
| Persebaya Surabaya | Surabaya    |
| Persib             | Bandung     |
| Persija            | Giacarta    |
| Persik Kediri      | Kediri      |
| Persikabo Bogor    | Bogor       |
| Persis Solo        | Surakarta   |
| Persita Tangerang  | Tangerang   |
| PSIS Semarang      | Semarang    |
| PSM Makassar       | Makassar    |
| PSS Sleman         | Sleman      |
| RANS Nusantara     | Giacarta    |

## Albo d'oro
| Stagione  | Campione           | Titoli*      | Secondo            |
| --------- | ------------------ | ------------ | ------------------ |
| 1994-1995 | Persib             | 1            | Gresik United      |
| 1995-1996 | Bandung Raya       | 1            | PSM Makassar       |
| 1996-1997 | Persebaya Surabaya | 1            | Bandung Raya       |
| 1997-1998 | Non conclusa       |              |                    |
| 1998-1999 | PSIS Semarang      | 1            | Persebaya Surabaya |
| 1999-2000 | PSM Makassar       | 1            | PKT Bontang        |
| 2000-2001 | Persija            | 1            | PSM Makassar       |
| 2001-2002 | Gresik United      | 1            | Persita Tangerang  |
| 2002-2003 | Persik Kediri      | 1            | PSM Makassar       |
| 2003-2004 | Persebaya Surabaya | 2            | PSM Makassar       |
| 2004-2005 | Persipura          | 1            | Persija            |
| 2005-2006 | Persik Kediri      | 2            | PSIS Semarang      |
| 2006-2007 | Sriwijaya          | 1            | PSMS Medan         |
| 2008-2009 | Persipura          | 2            | Persiwa Wamena     |
| 2009-2010 | Arema              | 1            | Persipura          |
| 2010-2011 | Persipura          | 3            | Arema              |
| 2011-2012 | Sriwijaya          | 2            | Persipura          |
| 2013      | Persipura          | 4            | Arema              |
| 2014      | Persib             | 2            | Persipura          |
| 2015      | non concluso       | non concluso | non concluso       |
| 2017      | Bhayangkara        | 1            | Bali Persegi       |
| 2018      | Persija            | 2            | PSM Makassar       |
| 2019      | Bali Utd           | 1            | Persebaya Surabaya |
| 2020      | non concluso       | non concluso | non concluso       |
| 2021-2022 | Bali Utd           | 2            | Persib             |
| 2022-2023 | PSM Makassar       | 2            | Persija            |
| 2023-2024 | Persib             | 2            | Madura Utd         |
| 2024-2025 | Persib             | 4            | Dewa Utd           |

## Titoli per squadra
- Si considera la Premier Division 1994-2007, Super Liga dal 2008 e Liga 1 dal 2017.

| Club               | Campione | 2° | Anni campione          |
| ------------------ | -------- | -- | ---------------------- |
| Persipura          | 4        | 3  | 2005, 2009, 2011, 2013 |
| Persib             | 4        | -  | 1995, 2014, 2024, 2025 |
| Persebaya Surabaya | 2        | 1  | 1997, 2004             |
| Persik Kediri      | 2        | -  | 2003, 2006             |
| Sriwijaya          | 2        | -  | 2007, 2012             |
| Persija            | 2        | 2  | 2001, 2018             |
| Bali Utd           | 2        | -  | 2019, 2021             |
| PSM Makassar       | 2        | 5  | 2000, 2023             |
| Arema              | 1        | 2  | 2010                   |
| Bandung Raya       | 1        | 1  | 1996                   |
| Gresik United      | 1        | 1  | 2002                   |
| PSIS Semarang      | 1        | 1  | 1999                   |
| Bhayangkara        | 1        | -  | 2017                   |
| Persiwa Wamena     | -        | 1  | -----                  |
| PSMS Medan         | -        | 1  | -----                  |
| Persita Tangerang  | -        | 1  | -----                  |
| PKT Bontang        | -        | 1  | ------                 |
| Bali Persegi       | -        | 1  | ------                 |
| Madura Utd         | -        | 1  | ------                 |
| Dewa Utd           | -        | 1  | ------                 |

## Sponsor
- 1994-1996: Dunhill[non chiaro] (Liga Dunhill)
- 1997: Kansas (Liga Kansas)
- 1997-1999: Nessuno sponsor (Liga Indonesia)
- 1999-2004: Bank Mandiri (Liga Bank Mandiri)
- 2004-2012: Djarum (Liga Djarum Indonesia)
- 2013-2014: Nessuno sponsor (Indonesia Super League)
- 2015: QNB Group (QNG League)
- 2017-2018: Go-Jek (Go-Jek Liga 1)
- 2019-2020: Shopee (Shopee Liga 1)
- 2021-: Bank Rakyat Indonesia (BRI Liga 1)